# Oxford University Polo Club
Der Oxford University Polo Club (OUPC oder O.U.P.C.) ist der Polo Club der Universität von Oxford. Der Club wurde im Jahre 1874 durch Undergraduates des Christ Church Colleges und Brasenose Colleges gegründet und ist nach dem Cheshire Polo Club und dem Cambridger University Polo Club der drittälteste noch bestehende Poloclub der westlichen Welt. Der Club ist mit über 100 aktiven Mitgliedern (Stand: Juni 2013) einer der größten Polo Clubs weltweit und unterhält mit dem Varsity Match gegen Cambridge das zweitälteste Poloturnier der Welt.

## Geschichte
Der Oxford University Polo Club wurde im Jahre 1874 von Walter Hume Long, dem späteren Viscount Long of Wraxall, einem der ehrgeizigsten englischen Politiker des ausgehenden 19. Jahrhunderts gegründet.  Ein abgeerntetes Heufeld auf Port Meadow in der Nähe von Wolvercote (Oxford) war der Grundstein für ein eigenes Spielfeld, das bis zum Zweiten Weltkrieg existierte. Das erste Varsity Match wurde erstmals auf der Bullingdon Cricket Ground in Oxford am 27. November 1878 gespielt und endete in einem  5:0-Sieg für die Gastgeber.  Bis 1939 wurden daraufhin, abgesehen von 1894 und 1900 und während des Ersten Weltkriegs, die Varsity Matches im Hurlingham Club in London gespielt.
Nach dem Zweiten Weltkrieg benötigte es die Unterstützung durch den Henley Polo Club, um wieder regelmäßig trainieren zu können. Erst im Juni 1951 wurde wieder ein Varsity Match gegen Cambridge ausgerichtet; diesmal im Cowdray Park, was durch die Hilfe von Viscount Cowdray, einem ehemaligen Oxforder Spieler und dem damaligen Vorsitzenden der HPA, möglich gemacht worden war. Ab 1961 wechselte das Varsity Match zum noch jungen Kirtlington Polo Park, der als Kirtlington and Oxford University Polo Park gegründet worden war und den Dark Blues als Heimspielstätte diente. Cambridge wählte dagegen im Zweijahresrhythmus eine Austragungsstätte ihrer Wahl, bis letztlich im Jahre 1995 Guards Polo Club für das Varsity Match gewonnen werden konnte.

## Spielerpersönlichkeiten
Von Beginn an wurden Oxford Spieler für Nationalmannschaften ausgewählt. William Kavanagh, der im ersten Varsity Match im Jahre 1878 spielte, wurde einer der ersten High-Goaler und spielte für England in mehreren Spielen gegen das Nationalteam der Vereinigten Staaten. Tommy Hitchcock Sr., der 1882 sein Team erfolgreich im Varsity Match angeführt hatte, wurde bald einer der führenden Akteure in den Vereinigten Staaten und zugleich einer der ersten 10-Goal Spieler. Zwanzig Jahre später führte Devereux Milburn sein Varsity-Team zum Sieg in zwei aufeinanderfolgenden Varsity-Spielen und gewann mit einem Vorsprung von 14 Toren bei beiden Gelegenheiten. Eine internationale Karriere schloss sich an und er spielte die Nummer vier für sein Land in jedem Spiel zwischen 1909 und 1927. Er revolutionierte die taktische Ausrichtung der Nummer 4, die sich vom passiven Torwart zum aktiven Defensivspiel wandelte.
In den späten sechziger und frühen siebziger Jahren, gewann Oxford achtmal in Folge als Prince Charles Kapitän des Cambridger Teams war. Viele der Spieler aus dieser Zeit sind heute bekannte Persönlichkeiten in der Polo-Welt. General Sir Redmond Watt spielte mit einem Two-Goal-Handicap während seines Studiums und erreichte noch ein Fünf-Goal-Handicap so wie auch Claire Tomlinson (geb. Lucas). Sie spielte mit einem Zero-Goal-Handicap als Studentin.  Mit ihrem später erreichten Five-Goal-Handicap revolutionierte sie die Polowelt. Sie wurde zur höchst bewerteten Spielerin der Welt, die ohne jegliche Unterschiede neben ihren männlichen Mitspielern in High Goal Matches eingesetzt wurde. Sie war zugleich auch die erste Frau, die am Varsity Match Oxford-Cambridge teilnahm sowie auch der erste weibliche Mannschaftskapitän von OUPC.